# Alan Wake's American Nightmare

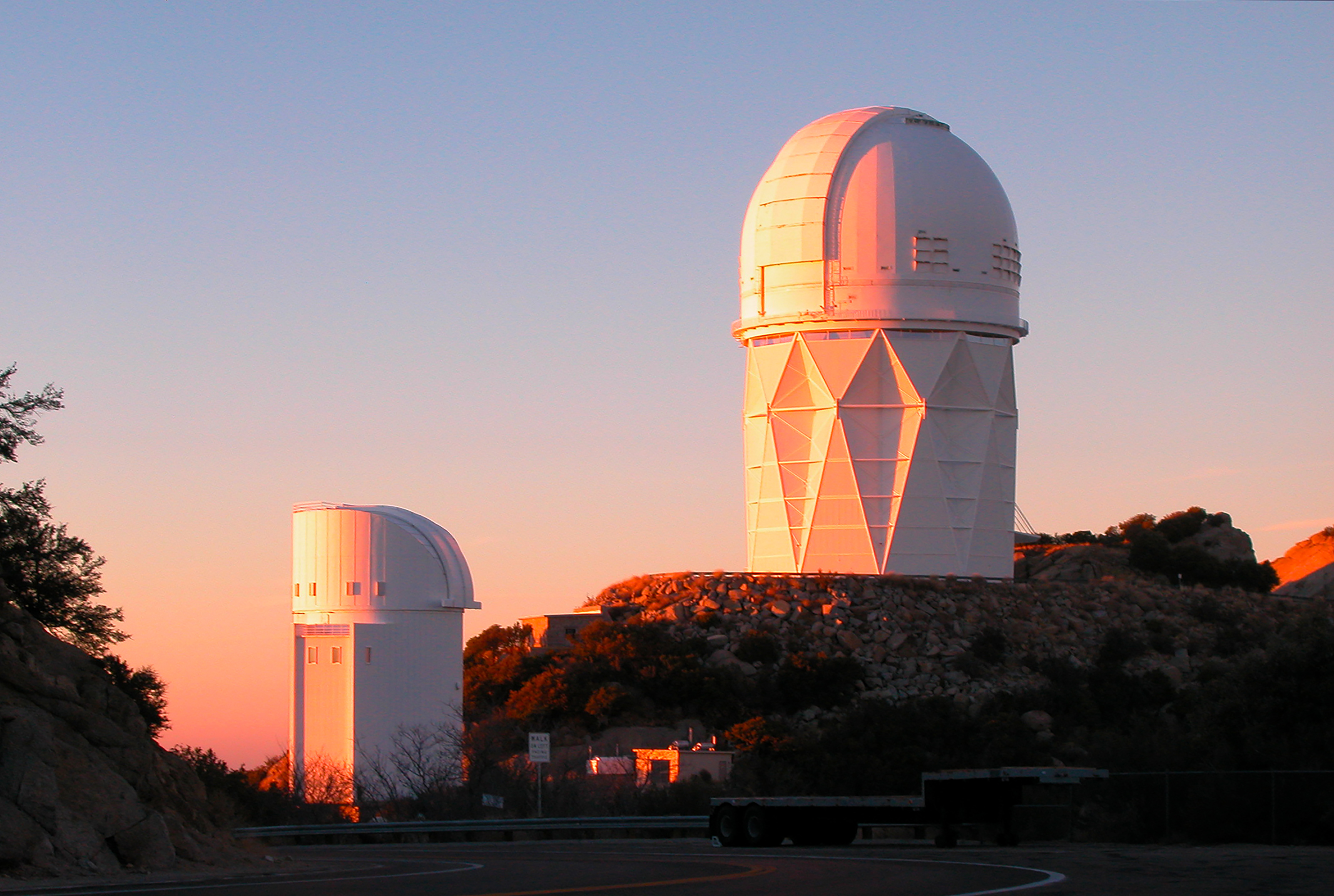
Das Kitt-Peak-Nationalobservatorium dient als Kulisse

Alan Wake's American Nightmare ist ein Action-Adventure-Computerspiel, das von Remedy Entertainment entwickelt und von Xbox Game Studios am 22. Februar 2012 für Xbox Live Arcade und am 22. Mai 2012 für Microsoft Windows veröffentlicht wurde. Es handelt sich um einen Spin-off zu Alan Wake.

## Spielprinzip
Der Schauplatz wechselt in die fiktive Stadt Night Springs in Arizona. Der Protagonist kämpft mit Lichtquellen und Handfeuerwaffen gegen Kreaturen der Dunkelheit. Dabei sammelt er Manuskriptseiten mit selbsterfüllenden Prophezeiungen auf und muss einfache Rätsel lösen.
In Arcade-Level gilt es auf Friedhöfen, Trailerparks oder Geisterstädten Gegnerwellen abzuwehren bis Sonnenaufgang. Gespielt wird ausschließlich im Einzelspieler nur mittels Online-Ranglistenwertung kann man sich mit anderen Spielern messen.

## Entwicklung
Man entwickelte einen Prototyp für Alan Wake II, aber nachdem das Projekt zunächst nicht zustande kam, wurde das Material für Alan Wake's American Nightmare wiederverwendet. Man war jedoch bedacht, Handlung und Figuren so anzulegen, dass Fortsetzungen möglich seien.

## Rezeption
Das Spiel sei unabhängig vom Vorgänger, übernehme aber das Spielprinzip, in dem malerische Landschaften im Halbdunkeln erkundet werden, und lege den Fokus mehr auf die Action als das Erzählen einer Geschichte. Diese sei eher an Pulp-Magazine angelehnt als klassische Horror-Literatur. Der Verlauf mitsamt seinen Rätseln bleibe stets linear beinhalte jedoch viel Backtracking. Vertonung und Optik sei herausragend, die Animationen und die Physiksimulation sei jedoch nicht ebenbürtig. Auch wenn die Rätsel sehr einfach gehalten seien, ändere dies nichts am guten Spielgefühl. Man merke dem Spiel jedoch an, dass es mit weniger Aufwand als der Vorgänger entwickelt wurde. Es erinnere an 70er-Jahre Horrorfilme und Junk Cinema der 50er. Die Gegnertypen sind ausgefeilter.  Die Hintergrundgeschichte reiche nicht ansatzweise an die Spannung und Tiefe des Vorgängers. Wer eine direkte Fortsetzung erwarte, werde enttäuscht. Die Idee eines Off-Sprechers sei gut. Eine deutsche Vertonung fehle jedoch.